# Sun Blade
 (février 2010).
Si vous disposez d'ouvrages ou d'articles de référence ou si vous connaissez des sites web de qualité traitant du thème abordé ici, merci de compléter l'article en donnant les références utiles à sa vérifiabilité et en les liant à la section « Notes et références ».

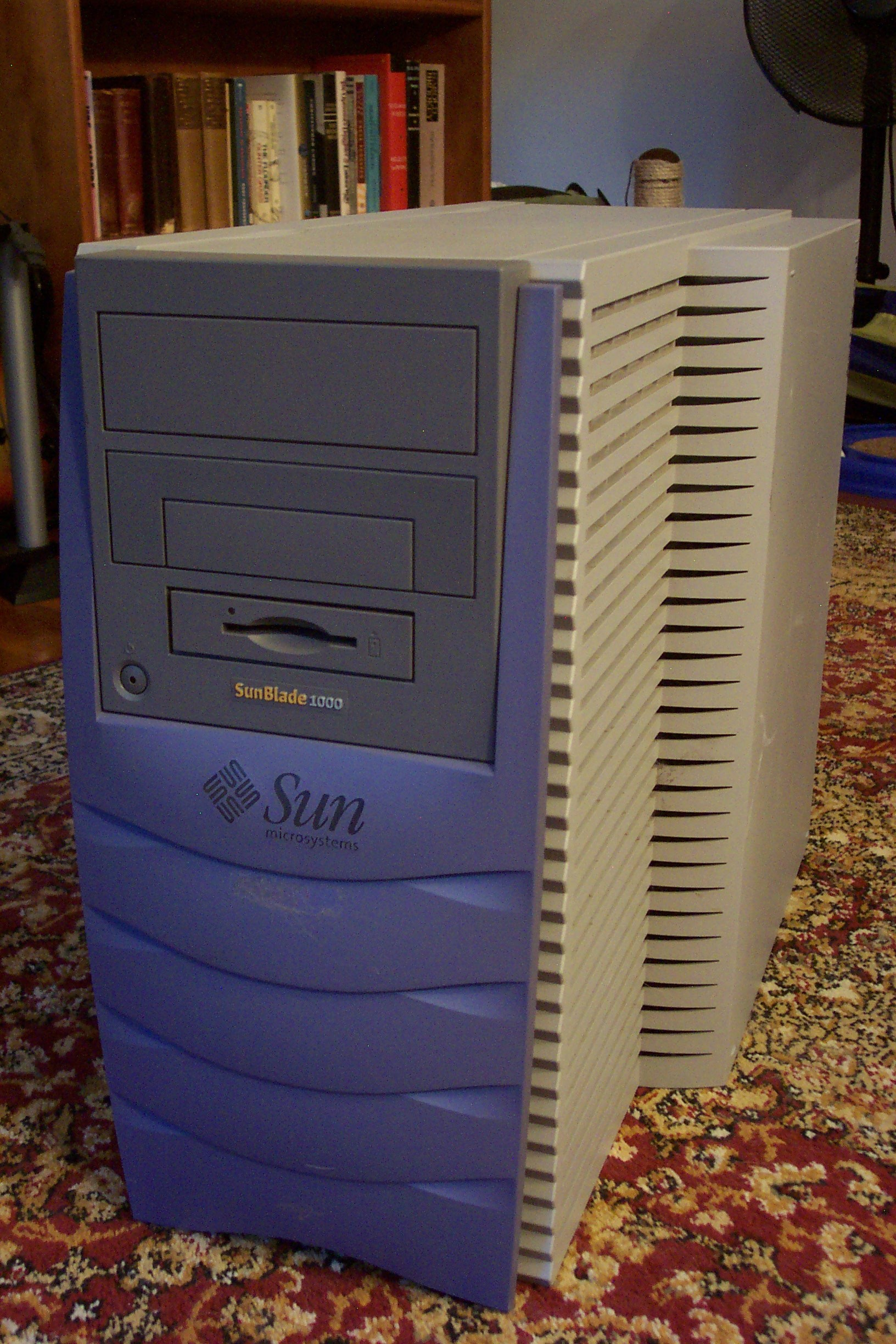
Sun Blade 1000./

Sun Blade est une série des stations de travail UNIX et des serveurs produites par Sun Microsystems de 2000 à 2006.

## Stations de travail
Les modèles de type station de travail (2000-2006) étaient équipés de processeurs UltraSPARC, UltraSPARC IIi et UltraSPARC III. On peut les faire fonctionner avec les systèmes d'exploitation Solaris, FreeBSD, NetBSD, OpenBSD et Linux.
La gamme des stations de travail Sun Blade fut conçue et commercialisée pour remplacer la gamme des stations de travail Sun Ultra, et fut supplantée par la gamme des Sun Java Workstation en 2004. Malgré le nom, cette gamme de stations de travail n'avait rien à voir avec des serveurs en lame. En 2006, Sun introduit une gamme de serveurs en lame n'ayant aucun rapport mais partageant le même nom.

### Sun Blade 1500
Les Sun Blade 1500 et 2500 furent commercialisées en deux séries : la première de couleur rouge, et la seconde de couleur argent. Les versions argent étaient des versions augmentées des versions rouge, la différence se faisant essentiellement sur la base d'un microprocesseur plus rapide.

### Sun Blade 2500
Les Sun Blade 1500 et 2500 furent commercialisées en deux séries : la première de couleur rouge, et la seconde de couleur argent. Les versions argent étaient des versions augmentées des versions rouge, la différence se faisant essentiellement sur la base d'un microprocesseur plus rapide.

## Serveurs
Les modèles des serveurs étaient équipés de processeurs UltraSPARC, x86 et x86-64.